# Felkai Ferenc (író)
Felkai Ferenc (Folkmann Ferenc; Kőrösmező, 1894. május 26. – Budapest, 1972. december 8.) magyar író, újságíró.

## Életpályája
Folkmann János és Párkány Zelma (1872–1944) fia. Nagykárolyban járt gimnáziumba. Cikkeit eleinte erdélyi és felvidéki lapok közölték. 1922-ben az Esti Újságnál dolgozott, 1950-ben több különböző lap munkatársa volt. Az 1930-as években a Függetlenségnek volt a munkatársa, 1945-től 1948-ig a Kossuth Népe című napilapnál mint főszerkesztő működött. Szónokias jellegű vígjátékokat és színjátékokat, valamint drámákat az 1920-as évektől írt. (Mesebeli herceg, Miskolc, 1924). 1933-ban dramaturgi állás kapott az Új Színpadnál, majd 1934-től 1936-ban az Új Tháliánál dolgozott. Lefordította (Marjay Frigyessel) Henri Pozzi publicista A háború visszatér... című oknyomozó könyvét (1934). 1942-ben mutatta be Hitler-ellenes Néró című drámáját a Madách Színház, amelyet a színháztörténet emlékezetes sikerei egyikeként tartanak számon és amelyet Jean-Paul Sartre 1944-ben francia nyelvre is lefordított. 1945 után vidéki színpadokon játszották darabjait. Az 1950-es években nem publikálhatott, azonban 1960-tól a győri Kisfaludy Színháznál dolgozott mint „háziszerző”.
Felesége Ekecs Margit volt.

## Főbb művei
- Henri Pozzi: A háború visszatér... (ford. Marjay Frigyessel, oknyomozó, tényfeltáró kötet, 1934)
- Bábel (1934)
- Vágta (1936)
- Baj van Napóleonnal (1937)
- Mária!... (regény, 1942)
- Néró (1942)
- Hajnal előtt... Montázs regény (194?)
- Farkasvér. Szatíra (1943)
- Potemkin (színmű, 1943)
- Pilátus (dráma, 1947)
- Írók. Játék; rend. utasítás Dénes Tibor; Művelt Nép, Budapest, 1954 (Színjátszók könyvtára)
- Cleopatra három éjszakája (színmű, 1959)
- Boszorkányok pedig nincsenek (színmű, 1963)
- Madách (1965)
- Felkai Ferenc három drámája; bev. Laczkó Géza; Magvető, Budapest, 1966 
  - Nero
  - Madách
  - Boszorkányok pedig nincsenek
- Győri sasfiók (1973)

## Díjai, elismerései
- Munka Érdemrend ezüst fokozata (1964)